# Списък с епизоди на Stranger Things
Това е списък с епизодите на научнофантастичния сериал „Stranger Things“.

## Списък с епизоди

### Първи сезон
| Общ номер | Номер в сезона | Заглавие                                                                               | Режисиран от  | Написан от         | Дата на излизане |
| --- | -------------- | -------------------------------------------------------------------------------------- | ------------- | ------------------ | ---------------- |
| 1 | 1              | „Chapter One: The Vanishing of Will Byers“ („Част първа. Изчезването на Уил Байърс“)   | Братята Дъфър | Братята Дъфър      | 15 юли 2016      |
| През ноември 1983 г. в лабораторията на Отдела за Енергия на САЩ в град Хокинс, Индиана учен е нападнат от невиждано същество. Докато кара към вкъщи от игра на Dungeons & Dragons със своите приятели, 12-годишният Уил Байърс среща създанието и изчезва. На следващия ден малко момиче с обръсната глава и облечена в болнична дреха открадва храна от местно заведение. Собственикът, Бени, се разкайва за нея и я храни, преди да се обади на социални услуги. От татуировката на ръката ѝ, той научава, че името ѝ е Единайсет (Елевън). Жена, представяща се като социален работник, пристига и убива Бени. Въоръжените мъже претърсват заведението за Единадесет, но тя избягва. Майка на Уил – Джойс вярва, че чува гласа на Уил при изкривен телефонен разговор, но телефонът ѝ изгаря. Приятелите на Уил – Майк, Дъстин и Лукас търсят Уил в гората и намират Единадесет. |                |                                                                                        |               |                    |                  |
| 2 | 2              | „Chapter Two: The Weirdo on Maple Street“ („Част втора. Странницата от Мейпъл Стрийт“) | Братята Дъфър | Братята Дъфър      | 15 юли 2016      |
| Момчетата отвеждат Единадесет до къщата на Майк, където тя спи в мазето. На следващия ден Майк псевдоним „Ел“. Тя казва, че „лошите хора“ я търсят и отказва да се срещне с родителите на Майк. Учени от лабораторията откриват вещество, излизащо от стените на дома на Джойс. В дома на Майк, Единайсет разпознава и показва Уил на снимка. Дъстин и Лукас искат да информират родителите на Майк за Единайсет, но тя използва психокинеза, за да ги спре. Докато отбор от доброволци търси Уил, господин Кларк, учителят по наука на момчетата, открива парче от болнична дреха покрай лабораторията. Нанси отива заедно с приятелката си Барб на парти в къщата на приятеля си Стив. Братът на Уил – Джонатан проучва горите, където е изчезнал Уил. Чувайки как някой крещи, той се придвижва, за да помогне, но намира само Стив, Нанси и приятелите им забавлявайки се покрай плувния басейн на Стив. Тайно ги заснема. Барб, оставена сам край басейна, изчезва. Джойс получава друго обаждане от Уил, чува музика от стаята си и вижда нещо, което излиза през стената. |                |                                                                                        |               |                    |                  |
| 3 | 3              | „Chapter Three: Holly, Jolly“ („Част трета. Привет, Холи“)                             | Шон Леви      | Джесика Мекленбърг | 15 юли 2016      |
| Барб се събужда в празен и разлагащ се басейн. Тя крещи за Нанси и се опитва да се изкачи, но е влачена от нещо невиждано. Джойс окача коледни лампи в дома си, за да разговаря с Уил, който може да ги включи и изключи. Ръководителят на лабораторията „Хокинс“ д-р Мартин Бренер позволява на Хопър да изгледа кадрите на камерата за сигурност в лабораторията. Хопър осъзнава, че са фалшиви. Той и неговите заместници разследват лабораторията, Бренър и жена, на име Тери Айвс, която твърди, че дъщеря ѝ е взета от Бренер. Единайсет има ретроспекция, в която Бренър, когото тя нарича „татко“, я оставя в изолатор, заради отказ телекинетично да нарани котка. Нанси се тревожи за Барб, който е изчезнала. Стив и приятелите му откриват снимките на Джонатан. Те ги унищожават и чупят камерата. Нанси оправя снимка с Барб край басейна и се връща в къщата на Стив, за да я потърси. Нанси намира колата на Барб и вижда създанието в гората. Джойс създава код с Уил, който използва светлините за да ѝ каже, че е жив, но не е в безопасност. Той казва на Джойс да бяга, когато същество започва да излиза през стената. По-късно тялото на Уил е открито във водата в кариера. |                |                                                                                        |               |                    |                  |

- 1. „Chapter One: The Vanishing of Will Byers“ („Част първа. Изчезването на Уил Байърс“)
- 2. „Chapter Two: The Weirdo on Maple Street“ („Част втора. Странницата от Мейпъл Стрийт“)
- 3. „Chapter Three: Holly, Jolly“ („Част трета. Привет, Холи“)
- 4. „Chapter Four: The Body“ („Част четвърта. Трупът“)
- 5. „Chapter Five: The Flea and the Acrobat“ („Част пета. Бълхата и акробатът“)
- 6. „Chapter Six: The Monster“ („Част шеста. Чудовището“)
- 7. „Chapter Seven: The Bathtub“ („Част седма. Ваната“)
- 8. „Chapter Eight: The Upside Down“ („Част осма. Огледалният свят“)